# 法赫里萨·阿比曼尤
法赫里萨·阿比曼尤（1997年5月15日—），印尼男子羽毛球運動員。

## 簡歷
2016年12月，法赫里萨·阿比曼尤出戰印度羽毛球國際挑戰賽，與本娥·菲特里亚尼·罗马迪尼合作贏得混合雙打比賽冠軍。

## 主要比賽成績
只列出曾進入準決賽的國際賽事成績：
| 年份   | 賽事                     | 公開賽級別 | 項目     | 搭檔                     | 成績 |
| ------ | ------------------------ | ---------- | -------- | ------------------------ | ---- |
| 2015年 | 亞洲青年羽毛球錦標賽     | 其他       | 混合團體 | －                       | 季軍 |
| 2015年 | 亞洲青年羽毛球錦標賽     | 其他       | 混合雙打 | 阿普里亚尼·拉哈育        | 季軍 |
| 2015年 | 世界青年羽毛球錦標賽     | 其他       | 混合雙打 | 阿普里亚尼·拉哈育        | 季軍 |
| 2016年 | 印度羽毛球國際挑戰賽     | 國際挑戰賽 | 混合雙打 | 本娥·菲特里亚尼·罗马迪尼 | 冠軍 |
| 2018年 | 馬來西亞羽毛球國際系列賽 | 國際系列賽 | 混合雙打 | 米歇尔·克里斯廷·班达索   | 亞軍 |

| 2007-2017年 | 首要超級賽 | 超級賽 | 黃金大獎賽 | 大獎賽 | 國際挑戰賽 | 國際系列賽 | 未來系列賽 | 其他 |

| 2018-2026年 | 總決賽 | 超級1000賽 | 超級750賽 | 超級500賽 | 超級300賽 | 超級100賽 | 國際挑戰賽 | 國際系列賽 | 未來系列賽 | 其他 |